# Swordquest: Earthworld
Swordquest: Earthworld è il primo videogioco d'avventura della serie di Swordquest, uscito nell'ottobre del 1982 per Atari 2600. La sua struttura è basata sullo Zodiaco. Al videogioco era allegato un fumetto originale della DC Comics.
Alcuni effetti sonori del gioco furono usati nel film Solaris.

## Trama
La trama è tratta dal fumetto allegato al videogioco. Terra e Torr hanno visto i loro genitori venire brutalmente assassinati dagli uomini di re Tyrannus, il quale aveva ordinato la loro morte sotto consiglio di Konjuro, il quale aveva avuto una visione in cui i due gemelli rovesciavano il suo regime dittatoriale. I due sono comunque riusciti a sfuggire alla morte, e crescono come ladri sotto false identità. Anni dopo Konjuro scopre che sono i due della sua visione, ed evoca un demone per ucciderli. I gemelli distruggono una pietra in loro possesso precedentemente rubata, avendo scoperto che attirava la creatura, e due ex-consiglieri di Tyrannus informano loro del Talismano della penultima verità e della Spada della magia finale.

## Modalità di gioco
Nell'introduzione viene mostrata in grande una spada luminescente, graficamente piuttosto elaborata per le capacità della console, infatti occupa 2 kB del programma, un quarto della capacità della cartuccia.
Il gioco consiste nel muovere un personaggio ed esplorare un insieme di stanze rettangolari che possono avere uscite sui quattro lati. Ogni stanza è mostrata in pianta, ma nel passaggio dall'una all'altra si vede una breve animazione 3D del corridoio. Sono presenti 12 stanze, dedicate a ciascun segno zodiacale. In ogni stanza è possibile raccogliere o lasciare degli oggetti, trasportabili fino a un massimo di 6 alla volta, utili in vari modi ad affrontare l'avventura.
In alcune situazioni si devono superare dei sottogiochi di pura azione. Possono consistere in: attraversare lo schermo verso l'alto, saltando sopra piattaforme che si spostano rapidamente in orizzontale; attraversare lo schermo correndo ed evitando numerosi oggetti in movimento; superare delle strisce multicolore verticali che scorrono rapide e hanno un solo buco in cui passare.

## Competizione
Procedendo con successo nel gioco si può avere accesso a coppie di numeri. Questi corrispondono a una pagina e a una vignetta sul fumetto cartaceo allegato al videogioco, in cui un osservatore attento può trovare delle parole nascoste nell'immagine. 
Inviando all'Atari gli indizi così trovati si poteva partecipare al primo dei concorsi abbinati alla serie Swordquest. Su 5.000 partecipanti, solo 8 trovarono i cinque indizi corretti e accedettero alla finale del concorso. La vittoria andò a un ragazzo di Detroit di nome Steven Bell, all'epoca ventenne, che si portò a casa il Talismano della penultima verità.